# Клан Бредшоу
Клан Бредшоу (ірл. – Clan Bradshaw) – ірландський клан англо-саксонського походження. Володів землями в Ольстері. Нині люди клану Бредшоу розселились на різних материках і по різних країнах. В Ірландії крім Ольстера живуть в графстві Тіпперері та в Дубліні. 
Гасло клану: Non nobis solum nati sumus – Ми народжені не для себе (лат.)

## Історія клану Бредшоу

### Походження клану Бредшоу
Назва клану виникла від назви селища Бредшоу в окрузі Болтон-Ле-Мурс (англ. - Bolton-Le-Moors), Ланкашир, Англія. На початку ХІІІ століття це селище називалося Бредшейг (сакс. – Bradeshaghe), що прекладається як «Широкий ліс».

### ХІІІ – XVII століття
У 1298 році Вільям - син Річарда де Бредшейг та його дружини Мейбл володів садибами Гей та Блекрод. Ці садиби він успадкував від матері. До цього ці садиби називалися Х'ю ле Норріс. Річард де Бредшейг був нащадком людей, що жили біля Туртона. 
З 1350 по 1500 рік прізвище Бредшоу періодично трапляється у різних історичних документах. Це переважно рішення суду інквізиції (посмертні), судові позови, документи щодо шлюбу. 
У 1545 році Генрі Бредшоу купив маєток Галтон (англ. – Halton) у короля Англії Генріха VIII за 800 марок. Генрі був генеральним стряпчим в Англії у 1540 - 1545 роках.
Бредшоу-холл був побудований близько 1611 року як триповерховий будинок - прибудова до східної сторони Стаффорд-холлу Френсіса Бредшоу - правнука Френсіса Бредшоу, що одружився з Анною - дочкою Хамфрі Стаффорда у 1565 році. Вдова і дочка Джорджа Бредшоу, есквайра втекли з селища, коли почалась епідемія чуми у 1665 році і більше в ті краї не повернувлися.
У 1630 році Джордж Бредшоу - джентльмен Бредшоу Дербішир одружився з Елізабет Каллум - дочкою сера Х'ю Каллума та Мері Ф. Емерсон з Клувейт (англ. – Cloughwate).
Джордж Бредшоу (1587 - 1646) з Бредшоу-холла, що в Еямі (англ. – Eyam) був успішним купцем в Дубліні (Ірландія). Він був пов'язаний зі своїм дядьком Пітером, що мав землі в Ірландії. Пітер Бредшоу був успішним торговцем і керував справами з Лондона, з агентства «Знак Антилопи», що на Ветлінг-стріт. 
Дружина Джорджа – Єлизавета (1613 - 1671) була дочкою капітана (згодом сера) Х'ю Калема (Каллума) з замку Клугаутер (ірл. – Cloughouter), що в графстві Каван. Вона  народилася саме в цьому замку. Х'ю Калемский був сином Х'ю Калма (ірл. – Culme), есквайра, що походив з Ченстона (англ. -  Chanston) та Каннолі (англ. -  Cannonleigh), Девоншир.
Сер Роджер Бредшайг – І баронет Бредшоу народився 13 січня 1628 в Гей-холлі, що біля Вігана і помер 31 березня 1684 року. Сер Роджер збудував шахту Гей – найбільшу в Ланкаширі. Коли сер Роджер Бредшоу - останній баронет Бредшоу помер в 1787 році, не залишивши нащадків, маєток і майно перейшло до його сестри Елізабет, що була одружена з Джоном – сином Генрі Едвіна. 
27 березня 1694 року Джон Бредшоу Старший продав своє майно та володіння Генрі Бредшоу з Марпл-холлу. Продаж включав в себе і герб Бредшоу. Ціна продажу скрадала £ 4000. 
Син сера Роджера Бредшоу (1608 - 1657) - Роберт Бредшоу (1643 - 1718) приїхав до Ірландії в 1662 році разом з матір'ю Елізабет ні Бредшоу і братом, і оселився в Ула (Oola), Каллен (Cullen), графство Тіпперері, Ірландія.

### ХІХ століття
Вільям Бредшоу – помічник хірурга 32 піхотного полку. Брав участь у віні в Індії в 1854 році, був поранений, брав участь у Кримській війні, воював з москалями, брав участь у штурмі Севастополя. Помер у 1861 році. 
Багато людей з клану Бредшоу емігрували в Америку і були землевласниками в штатах Вірджинія, Техас, Каліфорнія, Пенсильванія, Коннектикут. Люди з клану Бредшоу емігрували також в Канаду і селились в провінціях Онтаріо, Нова Шотландія. 
Вільям і Мері Анна Бредшоу переселились в Австралію, припливши туди на кораблі «Катерін Стюарт Форбс» у 1837 році.
У Нову Зеландію переселився Вільям Бредшоу у 1840 році. 